# Amietophrynus steindachneri
Amietophrynus steindachneri là một loài cóc thuộc họ Bufonidae.
Loài này có ở Cameroon, Cộng hòa Trung Phi, Tchad, Cộng hòa Dân chủ Congo, Ethiopia, Kenya, Nigeria, Somalia, Sudan, Tanzania, và Uganda.
Môi trường sống tự nhiên của chúng là rừng ẩm vùng đất thấp nhiệt đới hoặc cận nhiệt đới, xavan ẩm, vùng cây bụi ẩm khu vực nhiệt đới hoặc cận nhiệt đới, đồng cỏ nhiệt đới hoặc cận nhiệt đới vùng ngập nước hoặc lụt theo mùa, đầm nước, đầm nước ngọt, đầm nước ngọt có nước theo mùa, các đồn điền, vườn nông thôn, các vùng đô thị, ao, và kênh đào và mương rãnh.
Chúng hiện đang bị đe dọa vì mất nơi sống.